# Campeonato Roraimense de Futebol de 2003
O Campeonato Roraimense de Futebol de 2003 foi a 48.ª edição do futebol de Roraima, contou com oito clubes e teve como campeão Atlético Roraima

## Participantes
- Atlético Roraima Clube (Boa Vista)
- Baré Esporte Clube (Boa Vista)
- Grêmio Atlético Sampaio 'GAS' (Boa Vista)
- Náutico Futebol Clube (Boa Vista)
- Atlético Progresso Clube (Mucajaí)
- Atlético Rio Negro Clube (Boa Vista)
- River Esporte Clube (Boa Vista)
- São Raimundo Esporte Clube (Boa Vista)

## Final
| 19 de Julho | Roraima | 4 - 1 | Baré | Canarinho, Boa Vista |
| 16:00       |         |       |      |                      |

## Premiação
| Campeonato Roraimense de 2003         |
| Campeonato Roraimense                 |
| ------------------------------------- |
| Atlético Roraima Campeão (14º título) |